# Szepessy Pál
Szepessy (Szepesy, Szepessi, Szepesi) Pál (? – 1685) Borsod vármegyéből származó protestáns kisnemes, a később kurucoknak nevezett bujdosók egyik legtevékenyebb vezére volt.

## Élete
Részese a Wesselényi-összeesküvésnek. Ezzel összefüggésben jelentős szerepe volt az I. Rákóczi Ferenc vezetésével, 1670-ben kirobbant, Habsburg-ellenes, felső-magyarországi felkelésben, amelynek a bukása után ő is Erdélyben talált menedéket, mint annyi más bujdosó.
A bujdosók mozgalmában a kezdetektől fogva aktív szerepet játszott. 1671. júniusában idősebb Petrőczy Istvánnal együtt az első követségnek a tagja, amit a bujdosók segítségért a török Portához küldtek. 1672-ben idősebb Petrőczy Istvánnal, Szuhay Mátyással (? - 1677, a labancok megölték)  és Kende Gáborral (? - 1693) együtt a bujdosók eleinte sikeres, végül azonban vereséggel végződőtt támadásának egyik vezére. (Thököly Imre, a legendás "kuruckirály" 1678. évi támadásáig ez volt a bujdosók legjelentősebb fegyverténye a császáriak ellen.)
1673-ban kétszer is járt a török portán; a híres nagyvezír, Köprülü Ahmed is fogadta, titokban támogatást ígérve a Habsburgok ellen. Szepessy később is részt vett a bujdosók és a törökök közötti kapcsolattartásban (1675-ben is járt a Portán). A bujdosók ügyének előmozdítása érdekében azonban számított az erdélyi fejedelem, I. Apafi Mihály támogatására is. 1676. október 7-én ezért ő is a bujdosók azon képviselői között volt, akik hűséget fogadtak a fejedelemnek. 1678. március 7-én a bujdosók a somkúti gyűlésükön Teleki Mihályt választották fővezérüknek, aki mellé tizenkét tagú tanácsot is választottak, továbbá tisztségviselőket; Szepessy Pál is a tanács tagja lett.  1679 decemberében, több más, Erdélyben - és nem a törökök uralta, hódoltsági területeken - menedéket talált bujdosóhoz hasonlóan, ismét kötelezte magát arra, hogy az ügyüket Apafi fejedelemre bízza, ezt a szándékát, egyes adatok szerint, még 1682. februárjában - Kende Gáborral együtt - meg is erősítette.
Azonban ebben az évben (1682) gyökeres változások következtek be. A bujdosók már 1680. január 8-án Thökölyt választották fővezérükké, Thököly és Apafi fokozatosan eltávolodtak egymástól. A törökök támogatását élvező Thököly 1682-ben sikeresen harcolt a császáriak ellen a Felvidéken, török segítséggel bevette az egyik legerősebb felvidéki várat, Füleket (1682. szeptember 10.). A törökök királyi címmel ruházták fel Thökölyt, ő azonban csak Felső-Magyarország fejedelmének tartotta magát. Fülek ostromában - a törökök nyomására - Apafi is részt vett. 1682. szeptember 16-án, a még az erdélyi fejedelem pártján maradt bujdosók közül többen átmentek Thököly táborába, így Szepessy Pál is. A források többsége szerint Szepessy ekkor került Thököly közvetlen környezetébe.
Szepessy Thököly hívévé vált, bizalmas tanácsadója, a fejedelmi hatalom megerősítésének támogatója, e szándék egyik leghatározottabb képviselője lett. 1683. októberében - többek között Absolon Dániellel együtt - részt vett I. Lipót császár-király sikeres hadvezére,  Lotaringiai Károly, és Sobieski János (III. János) lengyel király megbízottaival folytatott tárgyalásokon.
Szepessy 1685 májusában, Ónodon halt meg. Így nem érte meg azt, hogy a várat még ebben az évben, szeptemberben, a magyarországi török uralom és Thököly fejedelemségének felszámolása iránt indított háborúban a császáriak elfoglalták.
Szepessyt a Habsburg-ellenes küzdelem annyira meghatározó szereplőjének tartották, hogy I. Lipót császár portai követe „Haupt-rebell”, „fő-lázadó” kifejezéssel illette. Az is igaz, hogy az 1672 és 1678 közötti időszakban, amikor a bujdosók nem értek el kiemelkedő sikereket a császáriak ellen, akkor emiatt a labancok - egy kicsit vaskosan - úgy élcelődtek, ő a „nagy pipájú, de kevés dohányú” Szepessy Pál.

## Külső hivatkozások
- Thököly Imre Késmárki Tököly Imre naplója 1693. 1694. és 1676-1678. évekből
- Angyal Dávid: Késmárki Thököly Imre, I-II. kötet. Budapest, 1888-1889.
- SZILÁGYI: A MAGYAR NEMZET TÖRTÉNETE